# Trường trung học Chu Văn An (Sài Gòn)
Trường Trung học Chu Văn An đầu tiên tại Sài Gòn nằm tại góc đường Ngô Gia Tự (trước năm 1975 là đường Minh Mạng) và Ngô Quyền (trước năm 1975 là đường Triệu Đà) Quận 5, Thành phố Hồ Chí Minh.
Sau Hiệp định Genève 1954, một số các giáo viên và học sinh trường Bưởi Hà nội di cư vào miền Nam. Trong thời gian đầu, nhóm thầy trò phải học nhờ ở trường Petrus Ký Sài Gòn. Đến năm 1961 thì trường Chu Văn An được xây đựng tại khu đường Triệu Đà.
Sau khi chiến tranh Việt Nam chấm dứt, trường tiếp tục mang tên Chu Văn An cho đến năm 1978 thì bị giải thể, đổi tên thành Trường Huấn Nghệ Phổ thông Lao động. Các học sinh Chu Văn An ở miền Nam phải sang học các trường học láng giềng.
Trường được mang tên Chu Văn An trở lại vào cuối thập niên 1990 nhưng dưới hệ thống sư phạm mới.

## Hiệu trưởng
- Trần Văn Việt
- Nguyễn Hữu Văn
- Đàm Xuân Thiều
- Bùi Đình Tấn
- Dương Minh Kính
- Nguyễn Xuân Quế

## Cựu học sinh nổi tiếng[2]
- Nguyễn Mạnh Tiến
- Nguyễn Ngọc Ngạn